# 囍寓

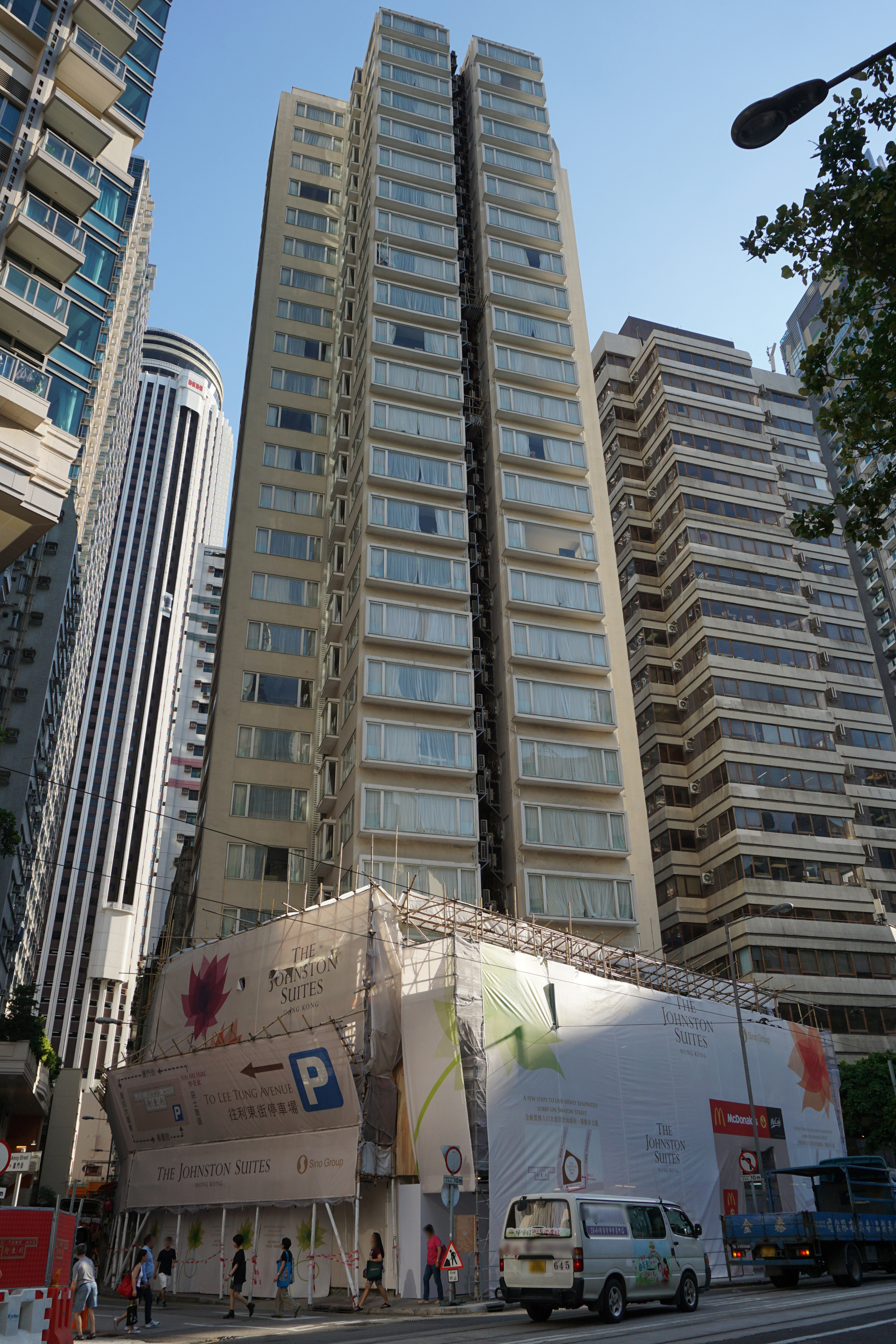
再度易名後的囍寓

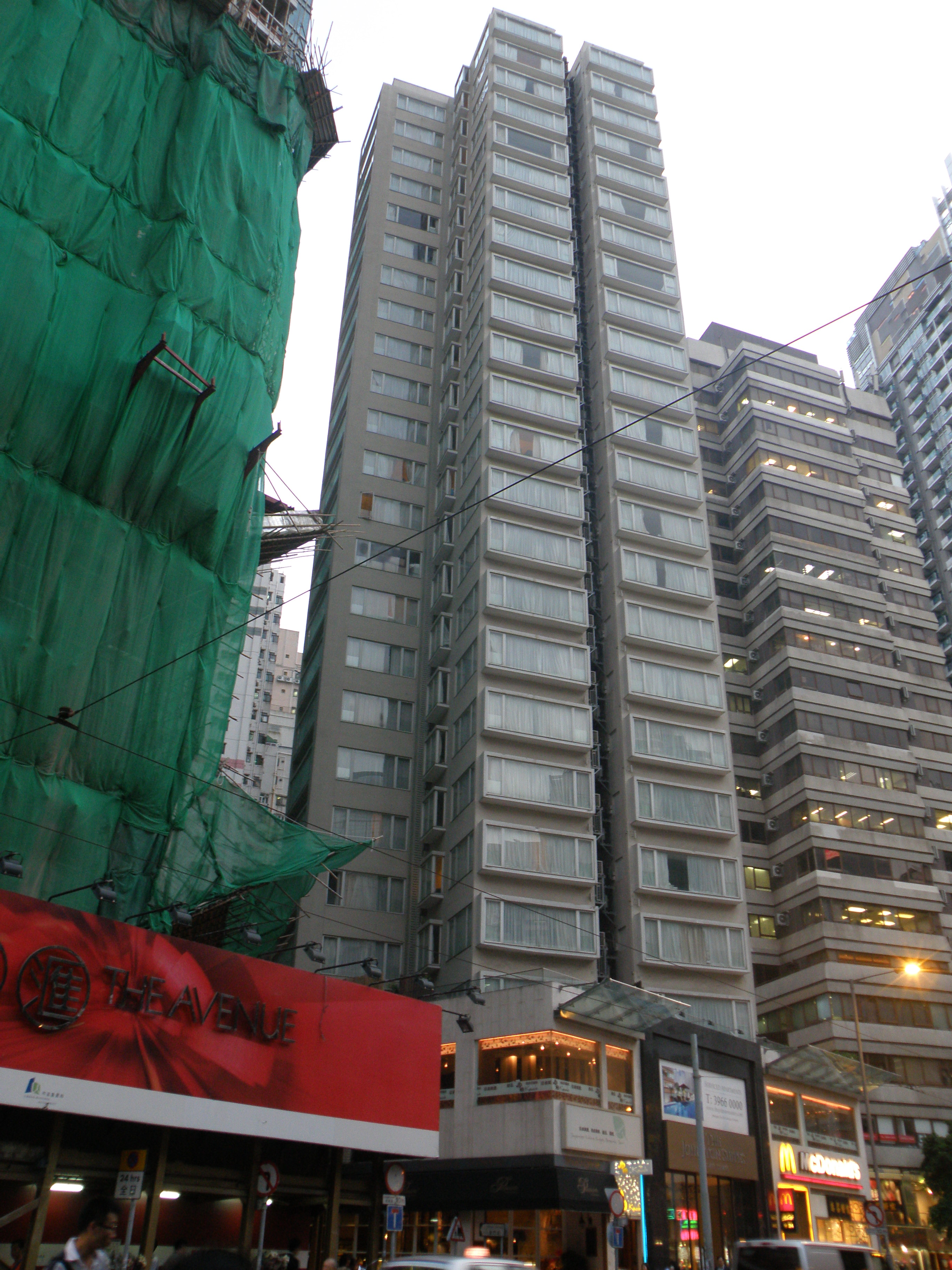
首度易名後的灣仔輝盛閣

囍寓（英語：The Johnston Suites），是信和集團的一幢服務式住宅，位於香港灣仔莊士敦道74至78號、近廈門街及汕頭街之間，3面單邊，東近利東街，北望修頓球場，門前為香港電車中途車站。灣仔輝盛閣樓下街鋪租戶包括：泰昌餅家、喜喜茶餐廳、及2010年5月開張的麥當勞餐廳等。

## 歷史
灣仔輝盛閣前身是一幢洋樓，名為「富麗大廈」，是華潤集團出租物業，由華潤子公司漢威資本管理有限公司，於2007年以8千萬元翻新成為如今的服務式住宅，改名為輝盛閣（Fraser Suites, Wan Chai）。但由於進行架構重組而項目正式脱離。
在2009年8月，灣仔輝盛閣，全幢買家為信和集團。之前，信和集團興合和集團合作，競投得毗鄰的利東街重建項目。信和集團以5億8千萬港元購入輝盛閣，作為出租投資物業。該物業地鋪及一樓為商用物業，月租約35萬元，2009年市值約1億2千萬元，扣除地鋪價值，以該物業擁有87個住宅單位，每個戶約值5百29萬元。輝盛閣單位面積由4百22至8百83平方呎，全幢物業月租收入不過3百萬元，回報率約近7厘，而凈回報約4厘。該物業由新加坡酒店業財團管理，名為輝盛國際管理有限公司(Frasers Hospitality Pte Ltd)。該管理公司在亞洲各地有經營其它服務式住宅項目，包括中國大陸北京輝盛閣、南京輝盛閣等。2016年，灣仔輝盛閣再易名為「囍寓」，並翻新基座設施及入口大堂。

## 外部參考
1. ↑  .   [2010-05-03]. （原始内容存档于2009-08-24）.
2. ↑  .   [2011-09-28]. （原始内容存档于2011-11-08）.
3. ↑  輝盛國際管理有限公司[]